# Juke Box Jive
Juke Box Jive is een single van de Britse popgroep The Rubettes uit 1974.

## Achtergrond
Het is de eerste single van hun tweede album, We Can Do It. Het is geschreven door het vaste schrijversduo van de groep, Wayne Bickerton en Tony Waddington. Bickerton had ook de productie van het nummer in handen.
"Juke Box Jive" was een van de vier demo-opnames opgenomen door sessiemuzikanten en zangers in oktober 1973 die geleid hebben tot de oprichting van de Rubettes (de drie anderen waren "Sugar Baby Love", "Tonight" en "Sugar Candy Kisses").
Met het nummer scoorde de groep een nummer 1-hit in Vlaanderen en Wallonië. In de Nederlandse Top 40 en Single Top 100 werd de tweede plek gehaald. De top 10 werd ook gehaald in Oostenrijk, Frankrijk, West-Duitsland en het Verenigd Koninkrijk.

## NPO Radio 2 Top 2000
| Nummer met noteringen in de NPO Radio 2 Top 2000 | '99  | '00-'01 | '02  |
| ------------------------------------------------ | ---- | ------- | ---- |
| Juke Box Jive                                    | 1496 | -       | 1854 |

1. ↑  Een '-' betekent dat het nummer niet was genoteerd en een vetgedrukt getal geeft de hoogste notering aan.
2. ↑  Deze tabel is bijgewerkt tot en met de laatste editie (2024).